# Robur (LKW)
Robur ist die Bezeichnung für eine LKW-Baureihe der Zittauer Robur-Werke, die von 1961 bis 1991 hergestellt wurde. Mit einer Nutzlast von 1,8 bis 3,0 Tonnen war der Robur im Fahrzeugbau der DDR oberhalb des Barkas B 1000 und unterhalb des W50 angesiedelt. Abhängig von Motor und Fahrwerk, ergibt sich die Modellbezeichnung aus den Wörtern: Luftgekühlter und Ottomotor bzw. Dieselmotor, der Nutzlast in Kilogramm, sowie gegebenenfalls der Buchstabe A für Allradantrieb. Neben der Allrad-Option zählt die Luftkühlung zu den technischen Besonderheiten des Roburs. Der Robur wurde in mehreren Modellgenerationen gebaut, die sich äußerlich und technisch nicht wesentlich unterscheiden. Im Zuge der Wende und darauffolgender Auflösung der Robur-Werke wurde die Produktion 1991 beendet.

## Robur LO/LD 2500 und 1800 A
Das Fahrzeug wurde auf der Leipziger Frühjahrsmesse 1961 zunächst als Pritschenwagen Robur LO 2500 mit einer Nutzlast von 2,5 t als Nachfolger des Robur Garant 30K vorgestellt. Bereits 1957 war der LO 2500 als Reiseomnibus präsentiert worden. Der Frontlenker-LKW war mit dem luftgekühlten Ottomotor mit Vergaser des Vorgängers ausgerüstet, dessen Leistung auf 70 PS (51,5 kW) gesteigert worden war, wobei sich jedoch auch der Kraftstoffverbrauch beträchtlich auf über 20 l/100 km im Straßenbetrieb erhöhte. Als allradgetriebene Variante mit 1,8 t Nutzlast entstand der LO 1800 A, weiterhin wurde auch der LO 2500 A mit 2,5 Tonnen Nutzlast und Allradantrieb hergestellt.
Schon zur Neuvorstellung 1961 rief der LO 2500 geteiltes Echo hervor. Es wurden Wünsche nach einer Vergrößerung der Nutzlast auf 3 Tonnen sowie nach einer weiteren Leistungssteigerung des Motors genannt, um den internationalen Entwicklungstendenzen folgen zu können. Auch eine Beurteilung durch das Amt für Material- und Warenprüfung im Jahr 1963 fiel sehr verhalten aus. Bemängelt wurden neben der relativ geringen Nutzlast zum Blockieren neigende Bremsen, die schwergängige Lenkung, der nicht drehzahlfeste Motor mit hohem Kraftstoffverbrauch, die hinten angeschlagenen Türen und vieles mehr. Die Gestaltung des Fahrerhauses wurde als zu wuchtig kritisiert. Es seien zudem Kompromisse bei der Fahrgestellauslegung gemacht worden, um die angestrebte umfangreiche Variantenvielfalt inklusive allradgetriebene Ausführungen verwirklichen zu können. Im Prüfbericht des Amtes fällt weiterhin die selbst für einen LKW beträchtliche Geräuschkulisse des luftgekühlten Roburs auf, sie betrug beim Pritschenwagen 94,5 db bei 60 km/h auf der Autobahn.
Dennoch war der Robur zu Produktionsbeginn ein zeitgemäßer 2,5-Tonner, wie ein Vergleich mit dem Borgward B 622 zeigte. Mit seiner konstruktiven Auslegung auch für Allradantrieb, der anspruchslosen Luftkühlung und den wahlweise verfügbaren Otto- oder Dieselmotoren bot der Robur ein eigenständiges, vielseitiges Konzept, das auch in subtropischen Ländern geschätzt wurde. Bereits zur Leipziger Messe 1961 wurden Verträge über ein Exportvolumen über 53 Mio. DM abgeschlossen. In der ČSSR deckte er den gesamten Bedarf nach Lkw dieser Größenordnung ab, bereits 1967 wurde der 20 000. Robur-Lkw dorthin geliefert.

### Modellpflege
Ab 1963 war der bereits 1959 angekündigte Dieselmotor erhältlich, jedoch bereits 1968 wieder aus dem Sortiment gestrichen. Der Omnibus wurde 1964 überarbeitet, unter anderem vergrößerte sich die Stehhöhe im Mittelgang auf 183 cm. 1965 wurde der Motor um 44 cm nach vorn verlegt. Dadurch vergrößerte sich die Ladefläche, beziehungsweise die Anzahl der Sitzplätze beim Omnibus von 18 auf 21. Die Nutzlast des Kastenwagens wurde auf rund 1,9 Tonnen vergrößert, beim Pritschenwagen wurde die Ladehöhe verringert, das Fahrerhaus besaß nun stets vorn angeschlagene Türen und der Ottomotor erhielt einen neuen Vergaser. Das Jahr 1966 markierte mit 7.000 gefertigten Lkw, von denen 4.500 exportiert wurden, einen Höhepunkt der Robur-Fertigung.
Wie die meisten Fahrzeughersteller der DDR wurden jedoch auch die Robur-Werke im Laufe der 1960er Jahre zunehmend vernachlässigt, weshalb die Fertigungskapazitäten nicht mehr weiter ausgebaut und die bereits zu Serienbeginn geforderten Weiterentwicklungen nur noch in sehr begrenztem Umfang verwirklicht werden konnten. Internationale Neuentwicklungen wie der Mercedes LP 608 ließen den Robur bereits 1965 konstruktiv veraltet erscheinen, auch wenn er mit dem wahlweise verfügbaren Allradantrieb eine Sonderstellung behielt. Detailverbesserungen führten 1968 zu den Typen LO 2501 und LO 1801 A, äußerlich erkennbar am veränderten Kühlergrill ohne Typenschriftzug. Mit den LO 2501 wurde eine Zweikreisbremsanlage am Robur eingeführt.

### Aufbauten
Anfangs wurde der Robur LO 2500 neben dem Omnibus vorwiegend als Pritschenwagen gebaut, 1962 folgte eine Ausführung mit Kofferaufbau. Der darauffolgende Kastenwagen wurde 1964 im Heckbereich überarbeitet, wodurch sich die Ladeöffnung vergrößerte. Ab 1965 gab es den Robur auch mit Isolier-Kofferaufbau, der ebenso wie die Omnibus-Karosserie im VEB Karosseriewerke Halle produziert wurde. Insgesamt wurden zahlreiche Varianten hergestellt, unter anderem Mehrzweckfahrzeuge als Fleisch-, Bäckerei- oder Fischverkaufswagen. Weiterhin gab es einen Aufbau mit Drehleiter.
Es wurden auch Spezialfahrzeuge abgeleitet, unter anderem ein Service-Wagen mit Übernachtungsmöglichkeit für zwei Personen, der von der Firma Robert Bär in Rothnaußlitz als Einzelstück gebaut wurde.

### Allradantrieb
Die Variante mit Allradantrieb  hieß zunächst LO 1800 A und wurde ausschließlich mit dem Ottomotor geliefert. Verwendung fand das Fahrzeug vor allem in der NVA sowie bei der Feuerwehr. Bei einem Leergewicht von 3200 kg beträgt die Nutzlast in der Ausführung als Pritschenfahrzeug 1800 kg, die zulässige Höchstgeschwindigkeit beträgt 82 km/h. Das Löschfahrzeug LF-LKW-TS 8 war mit einem Schlauchtransportanhänger STA/ST ausgestattet, mit 675 m Druckschlauch. Dieser Aufbau wurde vom VEB Feuerlöschgerätewerk Görlitz hergestellt. Ab 1968 wurde der leicht überarbeitete Typ 1801 A produziert, der äußerlich deutlich am geänderten Kühlergrill erkennbar ist. Eine weitere Ausführung mit Allradantrieb, kombiniert mit längerem Radstand (3270 mm) war der LO 2501 A, der als Bau- und Entstörungsfahrzeug Verwendung fand.

### Motordaten
| Bezeichnung                    | LO4 4VO11,8/9,5SRL                            | LO4/1 4VO11,8/9,5-1SRL | 4VD12,5/10SRL                                 |
| ------------------------------ | --------------------------------------------- | ---------------------- | --------------------------------------------- |
| Arbeitsweise                   | Otto                                          | Otto                   | Diesel (Wirbelkammer)                         |
| Zylinderzahl                   | 4, Reihe                                      | 4, Reihe               | 4, Reihe                                      |
| Kühlung                        | Gebläse                                       | Gebläse                | Gebläse                                       |
| Hub                            | 118 mm                                        | 118 mm                 | 125 mm                                        |
| Bohrung                        | 95 mm                                         | 95 mm                  | 100 mm                                        |
| Hubvolumen                     | 3345 cm³                                      | 3345 cm³               | 3927 cm³                                      |
| Verdichtungsverhältnis         | 6 : 1                                         | 6 : 1                  | 20:1                                          |
| Leistung                       | 51,5 kW (70 PS)                               | 51,5 kW (70 PS)        | 51,5 kW (70 PS)                               |
| bei 1/min                      | 2800                                          | 2800                   | 2600                                          |
| max. Drehmoment                | 220 Nm                                        | 220 Nm                 | 215 Nm                                        |
| bei 1/min                      | 1900                                          | 1900                   | 1600                                          |
| Getriebe                       | 5 Gänge                                       | 5 Gänge                | 5 Gänge                                       |
| Treibstoffverbrauch (l/100 km) | 18 (Normverbrauch) 23 – 26 (Straßenverbrauch) | o. A.                  | 13 (Normverbrauch) 17 – 20 (Straßenverbrauch) |
| Serienproduktion               | 1961–1967                                     | 1967–1973              | 1964–1973                                     |

### Abmessungen
|                                 | Holzpritsche (1963)            |
| ------------------------------- | ------------------------------ |
| Gesamtlänge                     | 6090 mm                        |
| Gesamtbreite                    | 2350 mm                        |
| Radstand                        | 3025 mm                        |
| Spurweite                       | vorn: 1585 mm, hinten: 1525 mm |
| Leermasse                       | 2725 kg                        |
| Nutzlast                        | 2500 kg                        |
| Gesamtmasse                     | 5200 kg                        |
| zulässige Höchstgeschwindigkeit | 85 km/h                        |
| effektive Höchstgeschwindigkeit | 98 km/h                        |

## Robur LO/LD-3000-und-2002-A-Modellreihe
Der LO 3000 stellte ab 1973 eine verbesserte Ausführung des bisherigen LO 2500 mit auf 3070 kg vergrößerter Nutzlast beim Pritschenwagen dar (Koffer: 2745 kg, Kasten: 2625 kg, Mehrzweck: 2475 kg, Bus: 1650 kg). Ein verstärkter U-Profil-Rahmen wurde anstatt des bisherigen Rahmens in Fischbauchform verwendet. Der seit Produktionsbeginn geäußerten Kritik an zu geringen Fahrleistungen wurde mit dem LO 3000 nicht nachgekommen. Wenigstens aber konnten Änderungen an der Ansauganlage, die ein Plus von 5 PS brachten, eine Verschlechterung der Fahrleistungen des nun schwereren Wagens verhindern. Ferner gab es mit dem LO 3000 einige Erleichterungen für den Fahrer, darunter eine leichtgängigere Kugelumlauflenkung, Bremskraftverstärkung (und lastabhängiger Bremskraftbegrenzer an der Hinterachse bei einigen Ausführungen) und verbesserte Sitze, allerdings anders als beim W 50 weiterhin ohne Zentralfederung.
Eine Nutzlaststeigerung erfuhr auch die allradgetriebene Variante, die nunmehr als LO 2002 A angeboten wurde. Der bisherige, parallel zum Ottomotor produzierte Dieselmotor war für den LO 3000 nicht mehr verfügbar. Erst ab Herbst 1982 war wieder ein Diesel (Typ 4 KVD 12,5 SRL) im Angebot. Der LO 3000 war die Basis für eine Vielzahl von Sonderausführungen.

### Modellpflege
Die Weiterentwicklung in den 1970er Jahren beschränkte sich im Wesentlichen auf die Anpassung des Roburs an die sich verschärfenden ECE-Regelungen. Die in Regelung Nr. 15 seit Anfang der 1970er Jahre geforderte Begrenzung des CO-Gehalts im Abgas bei Motorleerlauf auf maximal 4,5 Vol.-% gestaltete sich für die Robur-Lkw mit Ottomotor als herausfordernd. Erst die Entwicklung eines neuen Vergasers (BVF 36 F1–20), einer geänderten Nockenwelle, einer geänderten Brennraumform und weitere Maßnahmen ließen den Robur die ECE-Prüfung bestehen. Dazu musste auch der bisher recht variable Leerlaufdrehzahlbereich von 350–700/min auf 450 +150/min verengt werden. Weitere Anpassungen im Detail wurden zur Umsetzung der ECE-Regelungen für Geräuschentwicklung, Funkentstörung, Bremsen, passive Sicherheit und Vermeidung vorstehender Außenkanten vollzogen. Unter anderem gab es dazu ab 1975 verbesserte Elektrik mit Warnblinkanlage, spätestens 1977 ein neues Farbprogramm mit gut erkennbaren Farben.
Wie schwerfällig sich die Weiterentwicklung seinerzeit vollzog, wird am jahrelang entwickelten und schließlich auf der Leipziger Herbstmesse 1976 vorgestellten Unterfahrschutz erkennbar, dessen Serieneinführung dann nur etappenweise einsetzte. Zuerst sollte es den Unterfahrschutz ab 1977 am Kastenwagen geben, der gleichzeitig überarbeitet wurde. Dabei ergab sich ein etwas größeres Ladevolumen, zu erkennen ist diese Ausführung an einer senkrecht stehenden Heckfläche (bisher schräger Heckabschluss). Der tatsächliche Serienanlauf des überarbeiteten Kastenwagens zog sich dann aber noch bis März 1979 hin, die anderen Aufbauten erhielten den Unterfahrschutz erst im Laufe der 1980er Jahre.
Einen gewissen Entwicklungsschub gab es für den Robur noch einmal zu Beginn der 1980er Jahre: Auf der Leipziger Herbstmesse 1980 war ein Robur als LD 3000 mit dem Dieselmotor 4VD12,5/10-3SRL ausgestellt. Die Nullserie lief zum X. Parteitag der SED im April 1981 an, und die Serienproduktion startete 1982. Es handelte sich dabei um eine Weiterentwicklung des bereits im LD 2501 verwendeten Motors 4VD12,5/10SRL, wobei insbesondere der Kraftstoffverbrauch abgesenkt wurde und durch eine Vakuumpumpe die Unterdruck-Bremskraftverstärkung des LO beibehalten werden konnte. Anstelle der Gleichstromlichtmaschine gab es nun ein Drehstrom-Aggregat mit 500 W Leistung und elektronischem Regler. Auch für die LO-Ausführungen gab es fortan ein überarbeitetes Getriebe mit geänderter Abstufung sowie eine überarbeitete Vorderachse. Weitere Änderungen betrafen Anlasser, Auspuffanlage und Ölfilter.
Die mit Vergasermotor ausgerüsteten LO-Varianten verloren in der Folge rasch an Bedeutung und wurden nur noch für Sonderbedarfe und die Allradfahrzeuge produziert. Weiterentwicklungen der LD/LO 3000-Reihe in den 1980er-Jahren richteten sich besonders auf die Erhöhung der Lebensdauer der einzelnen Baugruppen und die Anhebung auf international übliches Niveau. Dazu zählten Veränderungen an Bremsen, Fahrwerk und der Unterfahrschutz. Diese Veränderungen, die teilweise auch die allradgetriebenen Ausführungen betrafen, führten zu den Modellen LD 3001 und LD 3002, äußerlich erkennbar vor allem an den kleineren Rädern (was die Beladung erleichterte) und der vergrößerten Spurweite.
Geplant war für 1990/91 beim LD 3003 die Umstellung des Verbrennungsverfahrens des Dieselmotors 4 VD 12,5/10-6 SRL auf Direkteinspritzung. Die politische Wende in der DDR kam dem zuvor. Noch etwa ein Jahr nach der Wiedervereinigung fertigte Robur unter der Bezeichnung LD 3004 und LD 2004WD circa 350 Fahrzeuge mit dem luftgekühlten Deutz-Dieselmotor KHD F4L912F. Äußerlich ist der LD 3004 an der mittels Kunststoffmaske stark veränderten Fahrzeugfront und dem Schriftzug Deutz Diesel auf der Tür erkennbar.

### Aufbauten
Die Fahrzeuge wurden zu verschiedenen Zwecken mit unterschiedlichen Radständen, Bereifungen und Aufbauten produziert, von der rollenden Apotheke bis zum Kipper. Das Sortiment wurde ständig erweitert, unter anderem gab es ab Ende der 1970er Jahre einen mit Plastisol beschichteten Kofferaufbau, 1980 kamen weitere Kofferaufbauten hinzu. Im Allgemeinen können unterschieden werden:
Hinterachsgetriebene Fahrzeuge
- vorverlegter Motor
  - Bus (B21): LD 3001 FR M2/B21
- normale Motorlage
  - Kühlkoffer
  - Leichtkoffer
  - Pritsche
  - Mehrzweckfahrzeug: LO 3002 Fr M5/MZ 11

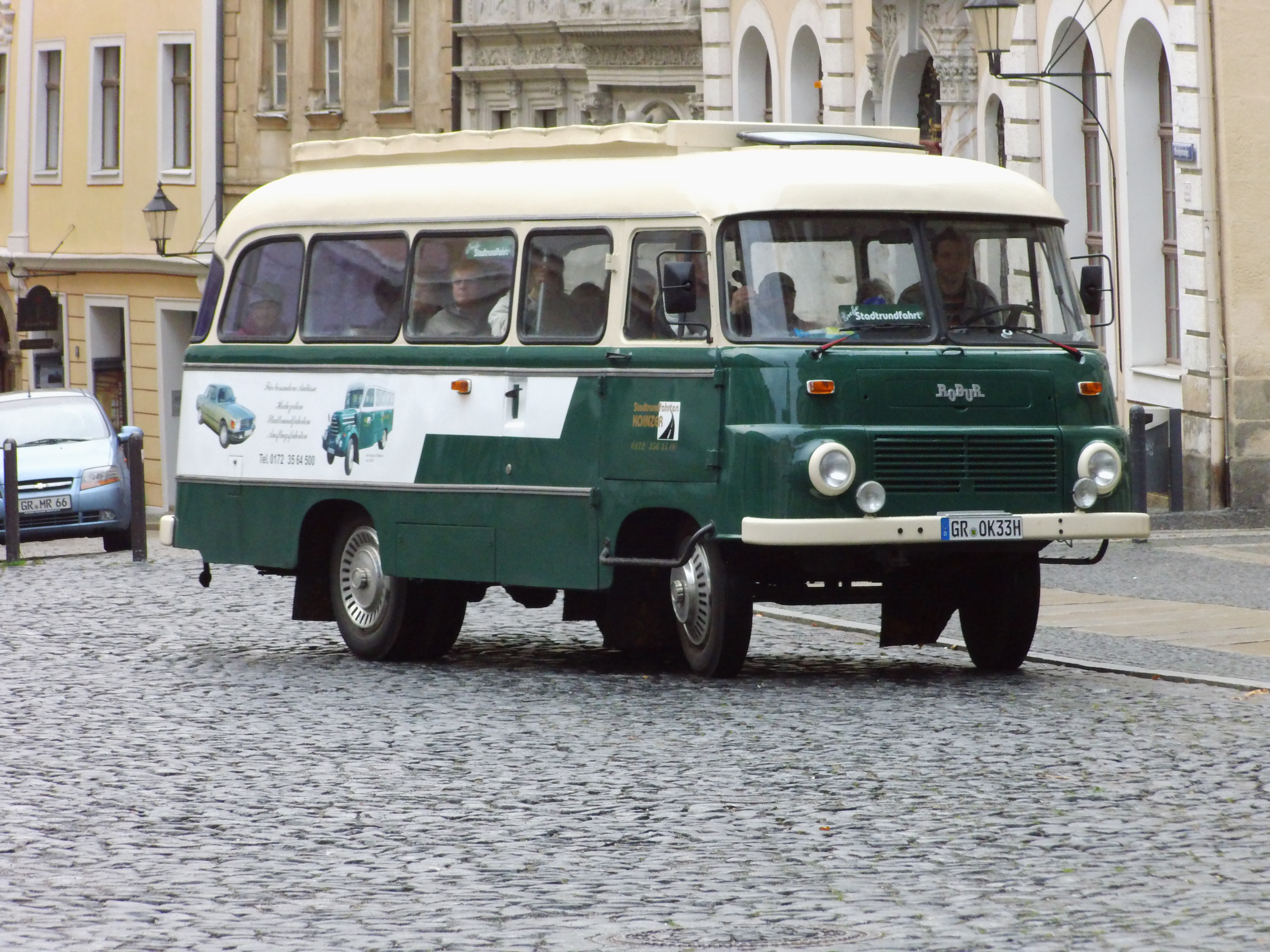
Robur Bus
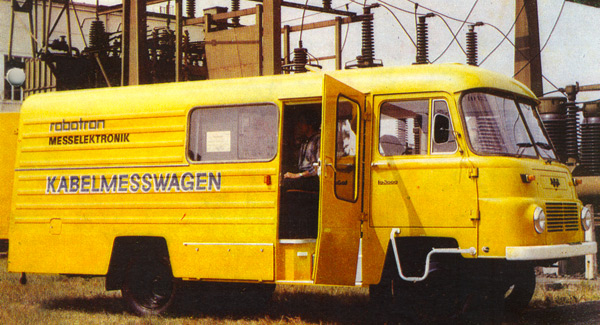
Robur Mehrzweckwagen
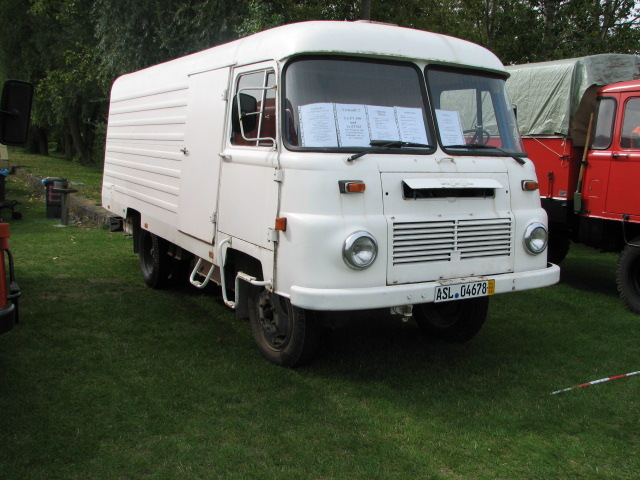
Robur Kastenwagen
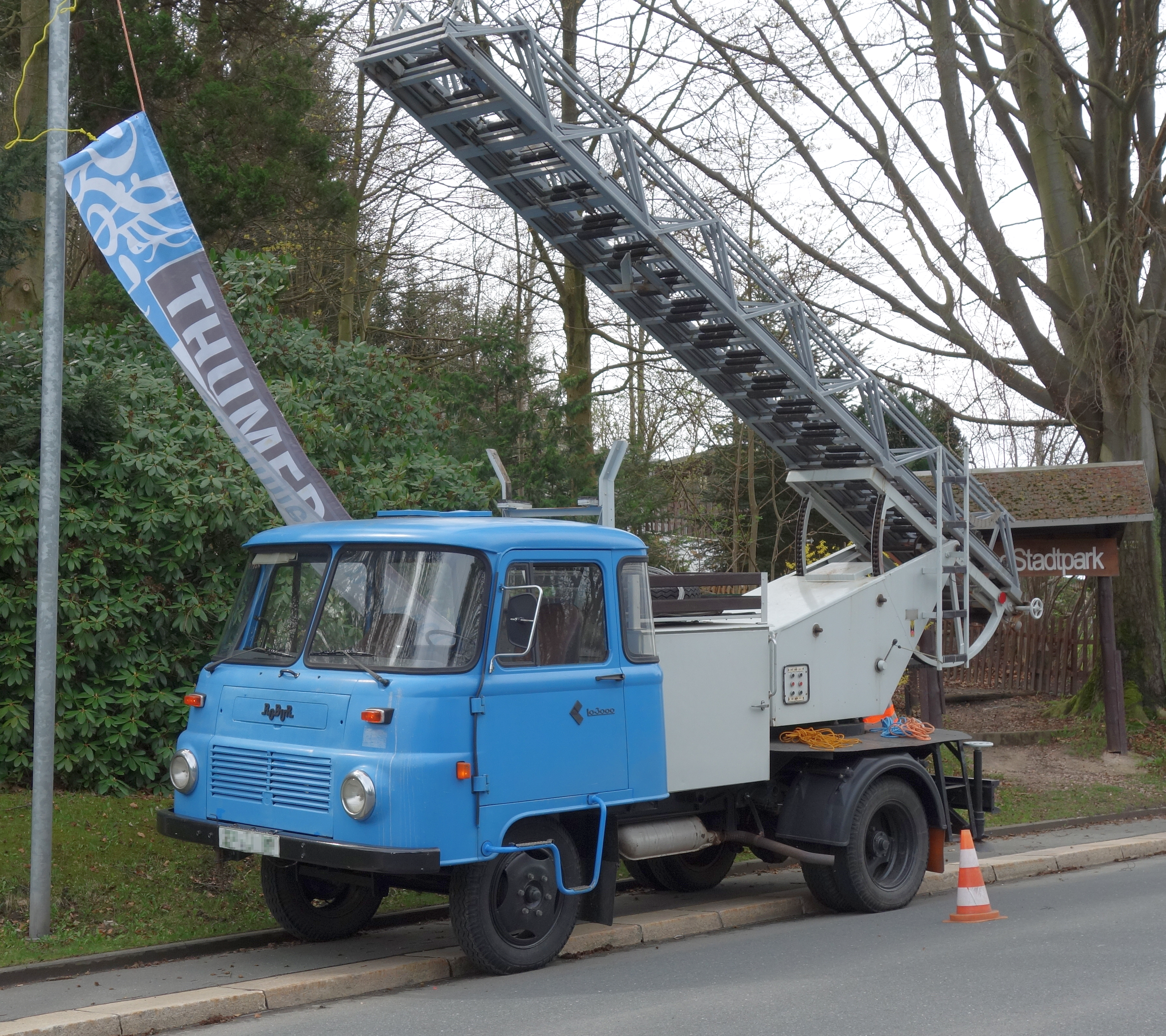
Robur LO 3000 mit Drehleiter
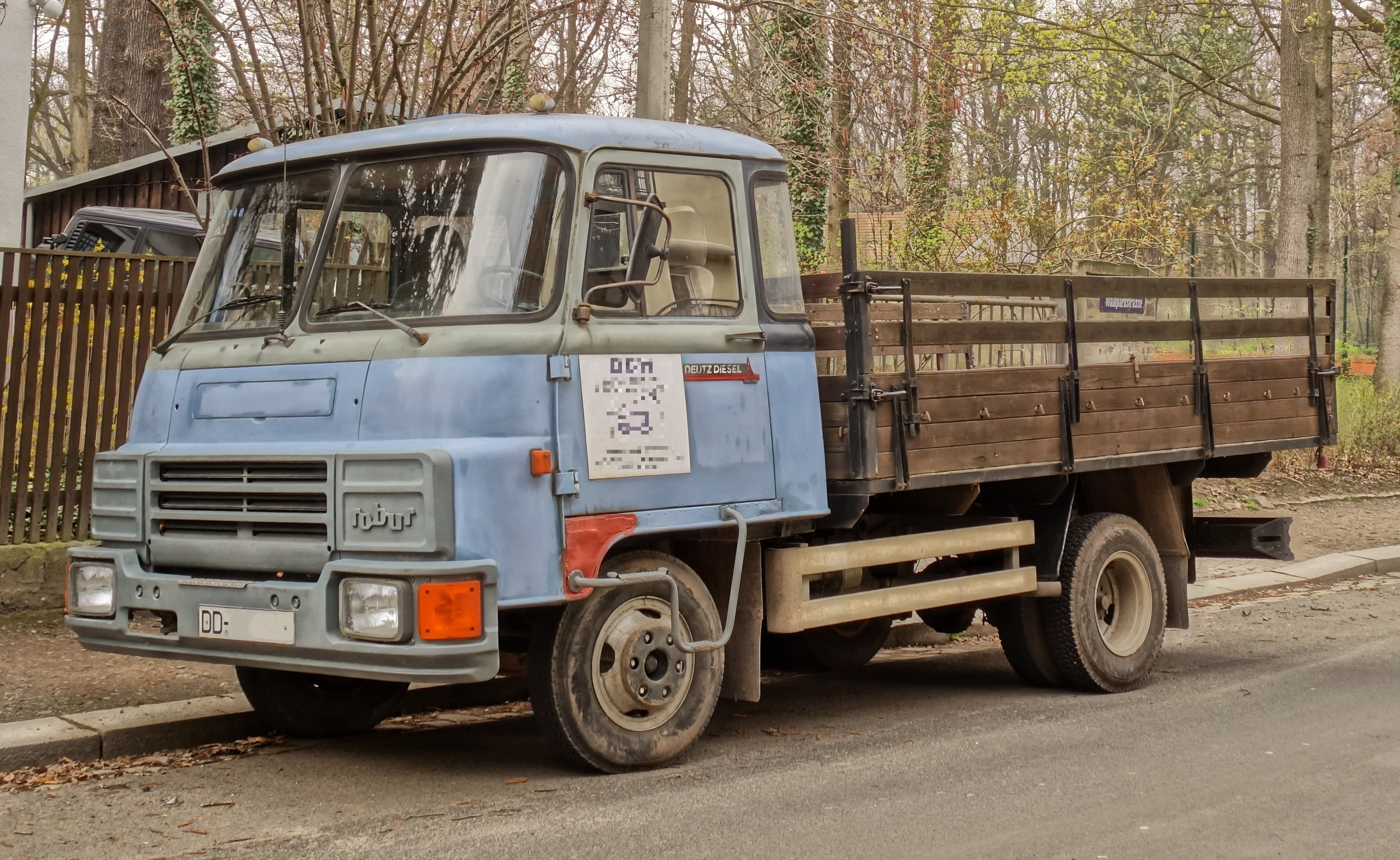
Robur LD 3004

### Ausführungen mit Allradantrieb
Die allradgetriebene Ausführung LO 2002 fand vorwiegend in der NVA und den Volkspolizeibereitschaften sowie bei der Feuerwehr in Gestalt des Typs LF-Lkw-TS 8-STA Verwendung und wurde auch in den 1980er Jahren vorwiegend mit Ottomotor ausgerüstet. Als Mehrzweck-Bus wurde das Fahrzeug auch mit Dieselmotor ausgestattet und somit als LD 2002 A bezeichnet. 1978 wurde zudem der 2202 A mit verstärktem Rahmen vorgestellt, der auch in einer Ausführung mit Seilwinde produziert wurde. Prospektmaterial zufolge wurden einige Ausführungen als „SAFARI“ bezeichnet und waren ausschließlich für den Export bestimmt. Ob diese tatsächlich in relevantem Umfang produziert wurden, ist jedoch nicht geklärt.

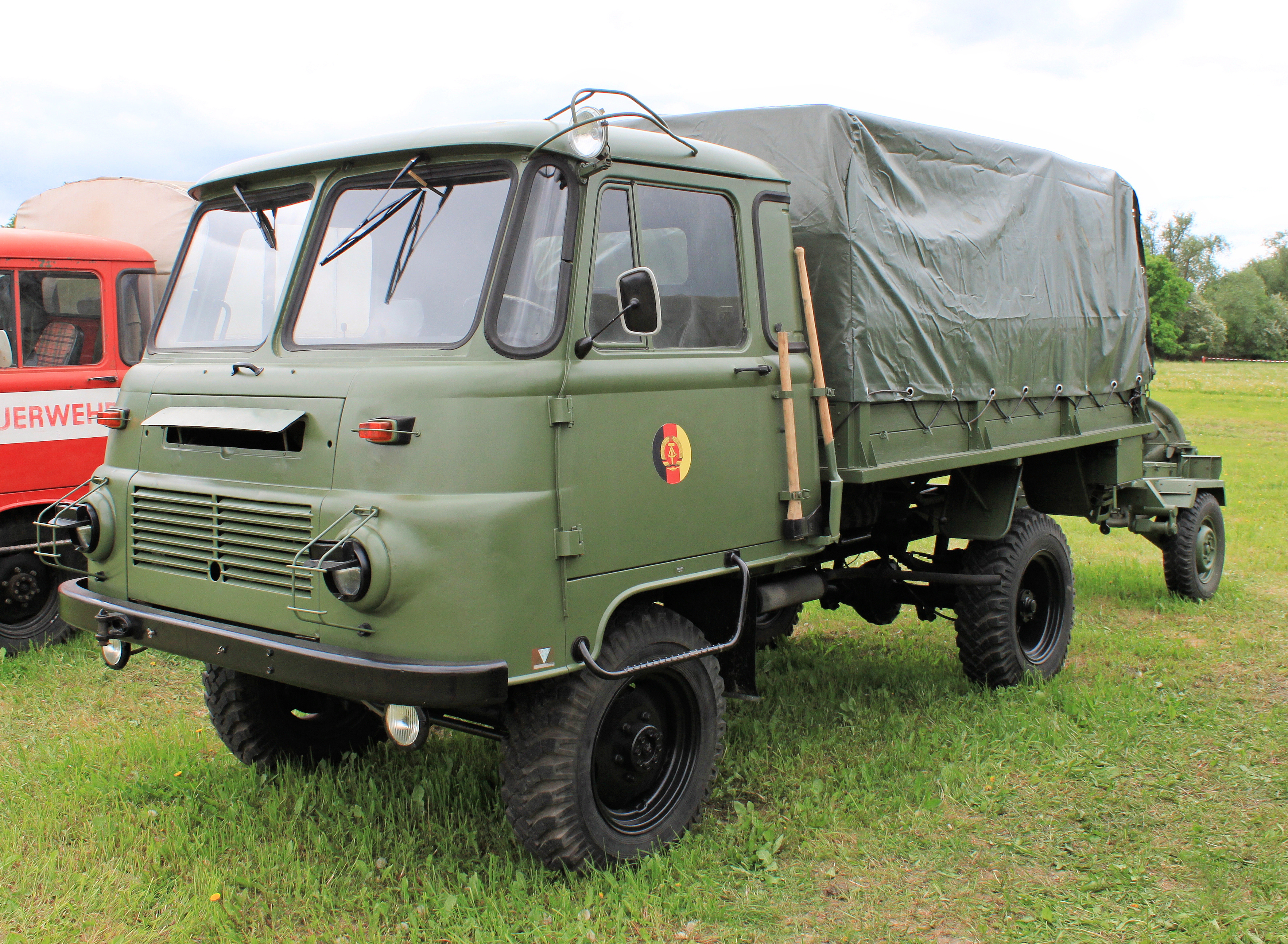
Armee-Pritsche der NVA
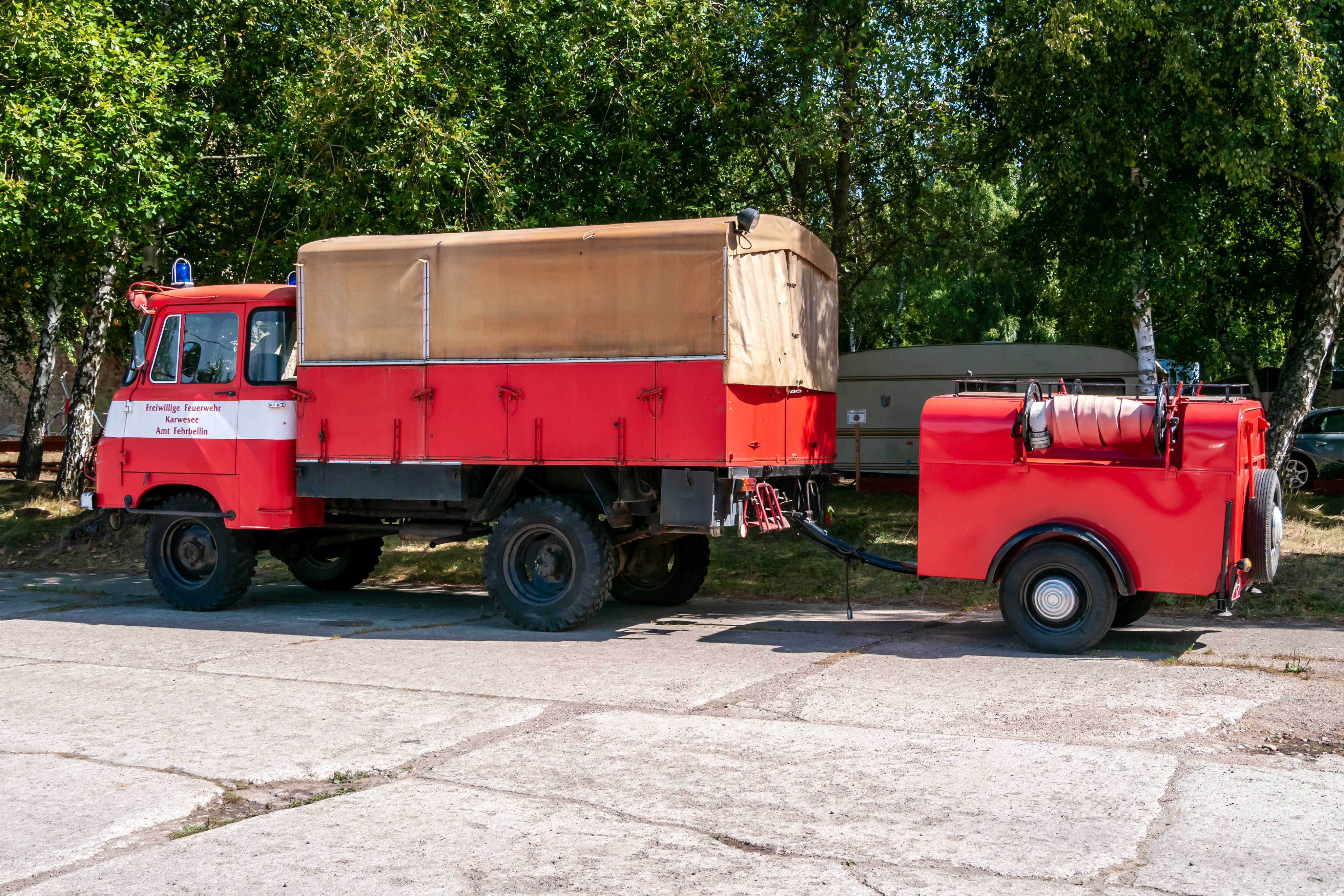
Feuerlöschzug LF-Lkw-TS 8-STA
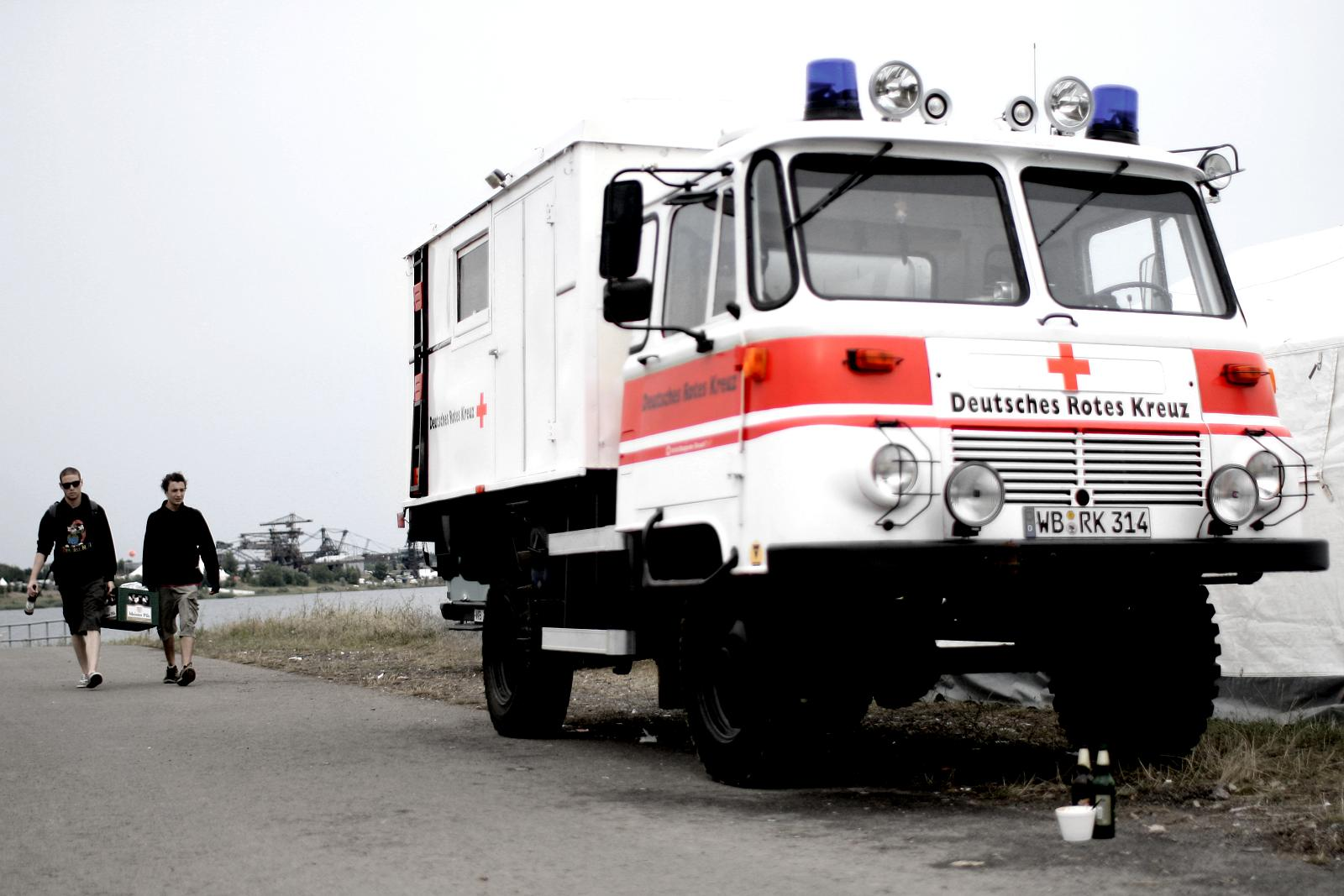
Spezialaufbau des DRK im Jahr 2009
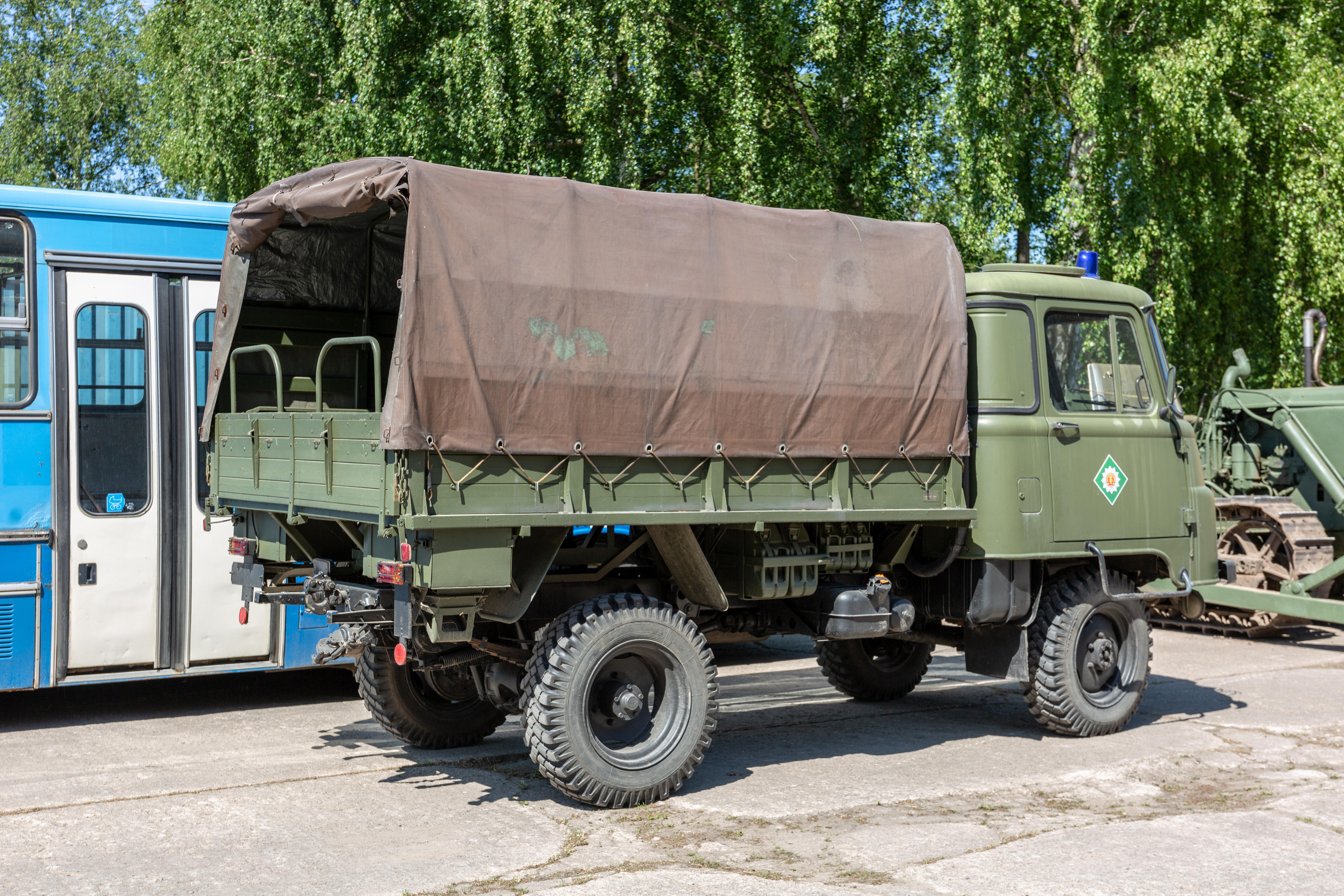
Mannschaftstransportwagen der Volkspolizei-Bereitschaften mit Seilwinde

### Luftgekühlter Ottomotor LO
| Bezeichnung                    | LO 4/2 4VO11,8/9,5-2SRL                                                      |
| ------------------------------ | ---------------------------------------------------------------------------- |
| Arbeitsweise                   | Otto                                                                         |
| Zylinderzahl                   | 4, Reihe                                                                     |
| Hub                            | 118 mm                                                                       |
| Bohrung                        | 95 mm                                                                        |
| Hubvolumen                     | 3345 cm³                                                                     |
| Verdichtungsverhältnis         | 6,4:1                                                                        |
| Leistung                       | 55,2 kW (75 PS) bei 2800/min                                                 |
| max. Drehmoment                | 226 Nm bei 1900/min (laut einer anderen Quelle von 1981 230 Nm bei 1800/min) |
| Treibstoffverbrauch (l/100 km) |                                                                              |
| Serienproduktion               | 1973–1990                                                                    |

### Luftgekühlter Dieselmotor LD
Hinweis auf einen Dieselmotor liefert der Typenschriftzug und der Endschalldämpfer des Auspuffs. Nach den Erfahrungen der Ölpreiskrisen wurde für den zivilen Markt vorzugsweise der Dieselmotor eingebaut, während der Ottomotor nur noch für den Sonderbedarf bereitstand. In dieser Zeit wurde auch die Umrüstung der älteren LO-Fahrzeuge mit Dieselmotoren vorangetrieben.
| Bezeichnung                    | 4VD12,5/10-3SRL       | 4VD12,5/10-4SRL       | 4VD12,5/10-6SRL             | DEUTZ Diesel KHD F4L912F    |
| ------------------------------ | --------------------- | --------------------- | --------------------------- | --------------------------- |
| Arbeitsweise                   | Diesel (Wirbelkammer) | Diesel (Wirbelkammer) | Diesel (Direkteinspritzung) | Diesel (Direkteinspritzung) |
| Zylinderzahl                   | 4, Reihe              | 4, Reihe              | 4, Reihe                    | 4, Reihe                    |
| Hub                            | 125 mm                | 125 mm                | 125 mm                      | 125 mm                      |
| Bohrung                        | 100 mm                | 100 mm                | 100 mm                      | 102 mm                      |
| Hubvolumen                     | 3927 cm³              | 3927 cm³              | 3927 cm³                    | 4086 cm³                    |
| Verdichtungsverhältnis         | 20 : 1                | o. A.                 | o. A.                       | o. A.                       |
| Leistung                       | 50 kW (68 PS)         | 50 kW (68 PS)         | 57 kW (77 PS)               | 54 kW (73 PS)               |
| bei 1/min                      | 2600                  | 2600                  | 2600                        | 2500                        |
| max. Drehmoment                | 215 Nm                | 215 Nm                | 240 Nm                      | 237 Nm                      |
| bei 1/min                      | 1600                  | 1800                  | 1800                        | 1550                        |
| Treibstoffverbrauch (l/100 km) | o. A.                 | o. A.                 | o. A.                       | o. A.                       |
| Serienproduktion               | ab 1982               | ab 1986               | abgebrochen                 | ab 1991 (Zukauf)            |

### Abmessungen
|                                   | Holzpritsche (1981)            |
| --------------------------------- | ------------------------------ |
| Gesamtlänge                       | 6075 mm                        |
| Gesamtbreite                      | 2405 mm                        |
| Gesamthöhe mit Plane und Spriegel | 2985 mm                        |
| Radstand                          | 3025 mm                        |
| Spurweite                         | vorn: 1560 mm, hinten: 1530 mm |
| Höhe der Ladefläche unbelastet    | 1185 mm                        |
| Bodenfreiheit belastet            | 250 mm                         |
| Leermasse                         | 2700 kg                        |
| Nutzlast                          | 3000 kg                        |
| Gesamtmasse                       | 5700 kg                        |
| zulässige Höchstgeschwindigkeit   |                                |
| effektive Höchstgeschwindigkeit   |                                |

## Prototypen

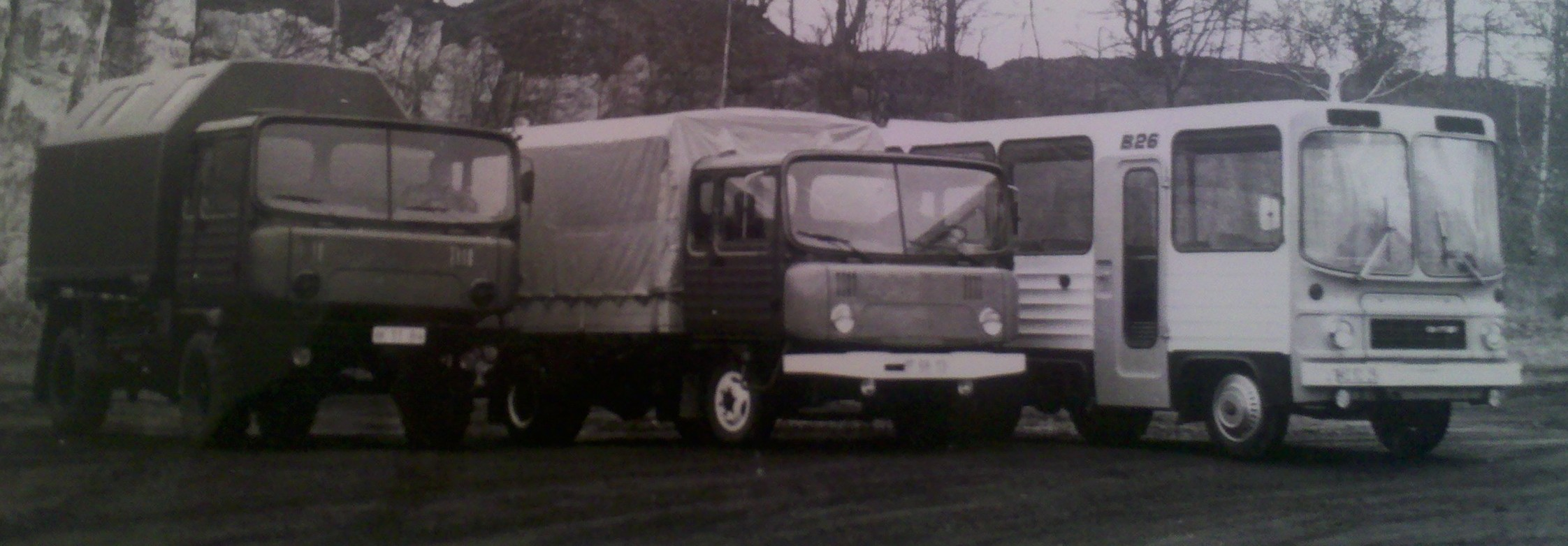
Prototypen 1975: Robur O 611 A mit Leicht absetzbarem Koffer LAK I, O 611 und O 611 B26 (v. l. n. r.)

In den Jahren 1972 bis 1979 waren unter der Bezeichnung O611/D609 parallel zum Ludwigsfelder L 60 neue Fahrzeuge mit neuer Fahrzeugkabine entwickelt worden. Die gesamtwirtschaftlichen Probleme der DDR und Entscheidungen der politischen Führung führten 1980 zur Aufgabe dieses Projektes.

## Trivia
Die Typenbezeichnung LD 3001 war bereits 1978/1979 schon einmal vergeben worden – für ein Montageprojekt in Indonesien. Diese Lkw sollten Rechtslenkung und Deutz-Dieselmotoren FL916 erhalten.
1996 versuchte ein Rostocker Unternehmen knapp 1.300 demilitarisierte Robur-LKW nach Nordkorea zu exportieren. Auf Drängen südkoreanischer Stellen untersagte ihm das Bundeswirtschaftsministerium nach einer ersten Teillieferung die Ausfuhr per Einzeleingriff.